# 칼레바

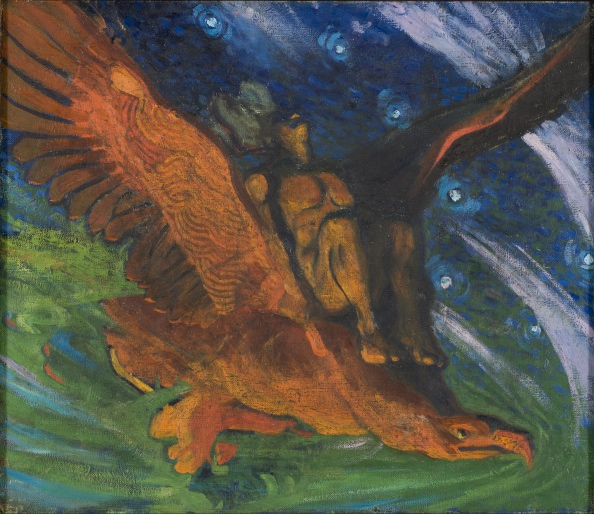

칼레바(Kaleva)는 에스토니아, 핀란드, 카리알라 신화에서 나타나는 인물이다.
일부 역사학자들은 칼레바에 대한 언급이 6-7세기 앵글로색슨어 시 「위드시스」에서부터 나타난다고 주장한다. 여기에 보면 “카이사르가 그리스인을 다스리고, 카엘릭(Caelic)이 핀인을 다스리고 ... ”라는 구절이 있는데 여기서 "카엘릭"이 칼레바를 말한다는 설이다.
칼레바의 이름이 명확히 언급되는 최초의 문헌은 17세기에 하인리히 슈타흘이 쓴 『라이엔 슈피겔』이다. 18세기 핀란드의 민속학자 크리스트프리트 가난데르는 칼레바에게 12명의 아들이 있었으며 배이내뫼이넨, 일마리넨, 히시 등 이름난 영웅들이 그 아들들이라고 썼다.
핀란드와 에스토니아의 국민서사시 『칼레발라』와 『칼레비포엑』은 각각 "칼레바의 땅", "칼레바의 아들"이라는 뜻이다.
에스토니아에서 칼레바의 아들들은 태고 에스토니아의 왕족들이었다고 하고, 핀란드에서 칼레바 일족은 거인 일족으로 핀란드 곳곳에 성을 짓고 살았다고 한다. 어느 쪽이건 이상할 정도로 큰 기암괴석 같은 희한한 자연물의 원인을 그들에게 돌리는 역할로 사용되었다. 에스토니아와 핀란드의 백성들이 모두 기독교로 개종하게 되면서, 그들은 칼레바와 그 아들들을 이교도라고 혐오하게 되었다. 그래서 칼레바 일족은 자신들의 땅 칼레발라를 떠나게 되었다. 기독교도들은 더 많은 땅을 침공해갔고, 칼레바 일족의 땅은 계속 줄어들었다. 마침내 그들은 작은 섬 하나에 몰리게 되었고, 더 이상 떠날 곳도 없게 되었다. 기독교 신부들이 와서 그들이 거대한 바위처럼 될 때까지 저주한 뒤 가 버렸다. 그 뒤 칼레바 일족을 본 사람은 아무도 없었다. 하지만 종종 보는 이 없는 밤에 농지의 작물을 파괴하거나 숲의 나무를 쓰러뜨리곤 했다고 한다.
핀란드어에서 시리우스(큰개자리 알파)를 칼레반태흐티(Kalevantähti)라고 한다. "칼레바의 별"이라는 뜻이다. 오리온의 허리띠는 "칼레바의 검"이라는 뜻의 "칼레반 미엑카(Kalevan miekka)"라고 한다.

## 같이 보기
- 칼레발라
- 배이내뫼이넨
- 일마리넨
- 요우카하이넨
- 레밍캐이넨
- 로우히
- 히시